# Rhinobatos leucorhynchus
Rhinobatos leucorhynchus es una especie de peces de la familia Rhinobatidae en el orden de los Rajiformes.

## Morfología
• Pueden llegar alcanzar los 62,5 cm de longitud total.

## Reproducción
Es ovíparo.

## Distribución geográfica
Se encuentra en las  costas centrales del Pacífico oriental: desde México hasta Ecuador.